# Erich Happach
Erich Eibe Theodar Happach (* 31. August 1938 in Neustrelitz) ist ein deutscher Diplomingenieur und Konteradmiral außer Dienst der Deutschen Marine der Bundeswehr.

## Leben
Happach trat 1958 in die Bundesmarine ein und war damit in der Crew IV/58. Eine Bordausbildung absolvierte er beim 2. Marinegeschwader und durchlief anschließend eine Ausbildung zum Truppenoffizier. Er erhielt beim 3. Marinegeschwader ein Bordkommando und beim 4. Marinegeschwader auf dem Zerstörer 2. Als Oberleutnant zur See war er von Dezember 1963 bis September 1964 Kommandant der Cuxhaven.
An der TU Hannover studierte er bis 1970 Elektrotechnik (Vertiefung Nachrichtenverarbeitung).
Zurück in der Bundesmarine wurde er Admiralstabsoffizier für Führungselektronik und kam später als Referatsleiter in das Bundesverteidigungsministerium nach Bonn. 1995 wurde er als Flottillenadmiral aus der Position des Stabsabteilungsleiters im Führungsstab der Streitkräfte im Bundesministerium der Verteidigung Chief C3 Architecture and Plans Division bei der NACISA in Brüssel. Als Deputy General Manager NATO Consultation, Command and Control Agency (Den Haag) im Rang eines Konteradmirals trat er 1998 in den Ruhestand.
Happach ist evangelisch, verheiratet und hat zwei Töchter.

## Auszeichnungen
- Verdienstkreuz am Bande des Verdienstordens der Bundesrepublik Deutschland (11. September 1984)
- Ehrenkreuz der Bundeswehr in Gold (9. Mai 1990)